# Те-Далс
Те-Далс (англ. The Dalles) — город и административный центр округа Уоско в штате Орегон в Соединённых Штатах Америки.
Согласно данным переписи населения США 2020 года число жителей города 
составляло 16 010 человек, что, для такого небольшого населённого пункта, существенно больше (+ 17.5%), чем было во время предыдущей переписи, проводившейся в 2010 году (13 620 человек).

## История
Известно, что в доколумбову эпоху эта территория была торговым центром для коренных американцев ещё 10 000 лет назад и, таким образом, эти земли являются одними из старейших населённых людьми мест в Северной Америке. Экспедиция Льюиса и Кларка прошла через эти места в конце октября 1805 года.
Название города происходит от французского слова «dalle», что означает «шлюз», родственно английскому «dale». Причиной тому послужили многочисленные пороги на реке Колумбия, которые визуально напоминают шлюзы.
В 1984 году более 750 человек пострадали от пищевого отравления в Те-Далсе, в результате преднамеренного распространения в местных ресторанах сальмонеллы.
В 1986 году в городе и его окрестностях снимался художественный фильм «Фаза наказания» с участием Питера Штраусса и Мелиссы Гилберт.
В 2010 году в городе сняли несколько сцен для мистического фильма «Холодная погода».

## География
Согласно данным Бюро переписи населения США, общая площадь города составляет 20,61 квадратных мили (53,38 км2), из которых 20,35 квадратных мили (52,71 км2) — это суша и 0,26 квадратных мили (0,67 км2) приходится на водную поверхность.